# Cress Williams
Cress Williams (Heidelberg, 26 luglio 1970) è un attore statunitense.
È conosciuto principalmente per i suoi ruoli in serie televisive di successo, come il Sindaco Lavon Hayes in Hart of Dixie, Wyatt in Prison Break, il Detective Ed Williams in Close to Home e l'ispettore di polizia Antwon Babcock nell'ultima stagione di Nash Bridges. Ha avuto anche un ruolo importante nelle stagioni 4 e 5 di Beverly Hills 90210, in cui recita come D'Shawn Hardell.

## Biografia
Cress Williams nasce a Heidelberg, Baden-Württemberg in Germania da genitori afroamericani. Dopo essersi trasferito negli Stati Uniti con la famiglia, inizia gli studi in California e si diploma al Fullerton College in Fullerton. Nel 2000 si è sposato con l'attrice televisiva Simbi Khali (famosa per aver interpretato il ruolo di Nina Campbell nella serie televisiva Una famiglia del terzo tipo) a Malibù in California. I due hanno divorziato nel 2011. L'attore il 21 maggio 2013 a Los Angeles si è sposato con l'attrice Kristen Torrianni, che ha conosciuto nella chiesa che frequentavano entrambi.

### Carriera
Una delle prime esperienze recitative di Williams è stata nel 1990, in una produzione del Fullerton College della tragedia di William Shakespeare Otello, diretta da Tom Blank. Una recensione del Los Angeles Times ha criticato la sua recitazione dicendo che "viene stravolta come Otello, specialmente quando la gelosia comincia a regnare in casa sua. L'immagine non va oltre l'ovvio e Williams tenta di strafare. Tutte le sue emozioni rimangono all'esterno, è difficile connettersi con i problemi interiori di Otello.". Sempre nello stesso anno ha partecipato ad un'altra produzione del Fullerton College, dal titolo Red Noses, una commedia nera prodotta da Peter Barnes e diretta da Michael Fields.
Dal 1993 ha partecipato a numerose serie televisive, tra cui vanno ricordate Star Trek: Deep Space Nine (in cui interpreta il capo dei Jem'Hadar Talak'talan), Beverly Hills 90210, New York Police Department, Lois & Clark - Le nuove avventure di Superman, JAG - Avvocati in divisa, Living Single, Nash Bridges, Providence, Law & Order - Unità vittime speciali, Veronica Mars, West Wing - Tutti gli uomini del Presidente, Close to Home, E.R. - Medici in prima linea e Grey's Anatomy (in cui interpreta il marito della dottoressa Miranda Bailey). Recentemente è inoltre apparso in alcuni episodi della quarta stagione di Prison Break nella parte del killer Wyatt Mathewson.
Nel 2011 è entrato a far parte del cast principale della serie televisiva Hart of Dixie.

## Filmografia

### Attore

#### Cinema
- Doom Generation, regia di Gregg Araki (1995)
- Due giorni senza respiro (2 Days in the Valley), regia di John Herzfeld (1996)
- Pants on Fire, regia di Monique Sorgen - cortometraggio (1997)
- Il tocco del male (Fallen), regia di Gregory Hoblit (1998)
- Mai stata baciata (Never Been Kissed), regia di Raja Gosnell (1999)
- The Dogwalker, regia di Paul Duran (1999)
- Pursuit of Happiness, regia di John Putch (2001)
- Tutte le ex del mio ragazzo (Little Black Book), regia di Nick Hurran (2004)
- Ball Don't Lie, regia di Brin Hill (2008)
- In Your Eyes, regia di Brin Hill (2014)
- Lowriders, regia di Ricardo de Montreuil (2016)
- The Death of Superman, regia di Jake Castorena e Sam Liu (2018) – voce
- Il regno dei Superman (Reign of the Supermen), regia di Sam Liu (2019) – voce
- The Death and Return of Superman, regia di Jake Castorena e Sam Liu (2019) – voce
- The Violent Heart, regia di Kerem Sanga (2020)
- Crime Story, regia di Adam Lipsius (2021)

#### Televisione
- Beverly Hills 90210 – serie TV, 13 episodi (1993-1994)
- Living Single – serie TV, 10 episodi (1993-1998)
- Hardball – serie TV, episodio 1x08 (1994)
- Star Trek: Deep Space Nine – serie TV, episodio 2x26 (1994)
- The Watcher – serie TV, episodio 1x02 (1995)
- If Not for You – serie TV, episodio 1x04 (1995)
- NYPD - New York Police Department (NYPD Blue) – serie TV, episodi 2x14-3x03 (1995)
- Lois & Clark - Le nuove avventure di Superman (Lois & Clark: The New Adventures of Superman) – serie TV, episodio 3x12 (1996)
- JAG - Avvocati in divisa (JAG) – serie TV, episodio 1x12 (1996)
- Rolling Thunder, regia di Ralph Hemecker e P. J. Pesce – film TV (1996)
- Più in alto di tutti (Rebound: The Legend of Earl 'The Goat' Manigault), regia di Eriq La Salle – film TV (1996)
- Ransom - Donne in ostaggio (Home Invasion), regia di David Jackson – film TV (1997)
- L.A. Johns, regia di Joyce Chopra – film TV (1997)
- Leaving L.A. – serie TV, 6 episodi (1997)
- Creatura (Creature), regia di Stuart Gillard – miniserie TV (1998)
- Buddy Faro – serie TV, episodio 1x04 (1998)
- E.R. - Medici in prima linea (ER) – serie TV, 14 episodi (1998-2000, 2008)
- Becker - serie TV, episodio 2x11 (1999)
- Sports Night – serie TV, episodio 2x13 (2000)
- G vs E – serie TV, episodio 2x11 (2000)
- Masquerade, regia di Roy Campanella II – film TV (2000)
- Nash Bridges – serie TV, 21 episodi (2000-2001)
- Philly – serie TV, episodio 1x09 (2001)
- Couples, regia di Marc Buckland – film TV (2002)
- Providence – serie TV, 8 episodi (2001-2002)
- Presidio Med – serie TV, episodio 1x01 (2002)
- The District – serie TV, episodio 3x04 (2002)
- Il tocco di un angelo (Touched by an Angel) – serie TV, episodio 9x14 (2003)
- Watching Ellie – serie TV, episodio 2x04 (2003)
- The Lyon's Den – serie TV, episodio 1x12 (2003)
- Law & Order - Unità vittime speciali (Law & Order: Special Victims Unit) – serie TV, episodio 5x18  (2004)
- Dr. House - Medical Division (House, M.D.) – serie TV, episodio 1x04 (2004)
- Veronica Mars – serie TV, 4 episodi (2005-2006)
- West Wing - Tutti gli uomini del Presidente (The West Wing) – serie TV, episodi 7x08-7x16 (2005-2006)
- Haskett's Chance, regia di Tim Blake Nelson – film TV (2006)
- Close to Home - Giustizia ad ogni costo (Close to Home) – serie TV, 20 episodi (2006-2007)
- Grey's Anatomy – serie TV, 7 episodi (2006-2008)
- Prison Break – serie TV, 9 episodi (2008)
- Cold Case - Delitti irrisolti (Cold Case) – serie TV, episodio 7x03 (2009)
- Friday Night Lights – serie TV, 10 episodi (2010-2011)
- Hawthorne - Angeli in corsia (Hawthorne) – serie TV, episodi 3x08-3x10 (2011)
- Hart of Dixie – serie TV, 76 episodi (2011-2015)
- State of Affairs – serie TV, episodi 1x07-1x08 (2015)
- Code Black – serie TV, 6 episodi (2015-2017)
- Doubt - L'arte del dubbio (Doubt) – serie TV, episodio 1x09 (2017)
- Black Lightning – serie TV, 58 episodi (2018-2021)
- The Flash – serie TV, episodi 6x09-8x02-8x03 (2019, 2021)
- Legends of Tomorrow – serie TV, episodio 5x01 (2020)

### Doppiatore
- Eyes of Wakanda – serie animata (2025)

## Doppiatori italiani
Nelle versioni in italiano delle opere in cui ha recitato, Cress Williams è stato doppiato da:
- Roberto Draghetti in Cold Case - Delitti irrisolti, Black Lightning (st. 1-3), The Flash (ep. 6x09), Legends of Tomorrow
- Massimo Bitossi in Prison Break, Black Lightning (st. 4), Code Black, The Flash (s.8), Eyes of Wakanda
- Andrea Ward in Beverly Hills, 90210
- Massimiliano Plinio in The District
- Nino Prester in Dr. House - Medical Division
- Wladimiro Grana in Grey's Anatomy (st. 2, ep. 4x09-11)
- Massimo Corvo in Grey's Anatomy (ep. 4x15)
- Massimo De Ambrosis in Hart of Dixie
- Luca Ward in Friday Night Lights